# Cyanoramphus auriceps
Cyanoramphus auriceps е вид птица от семейство Psittaculidae. Видът е почти застрашен от изчезване.

## Разпространение
Видът е разпространен в Нова Зеландия.